# Vincent de Digne
Saint Vincent de Digne est considéré comme le deuxième évêque de Digne prenant ses fonctions en 379 ou en 380. Il était berbère d'Afrique du Nord. Reconnu saint, il est fêté le 22 janvier. 

## Biographie
Saint Marcellin, saint Vincent et saint Domnin arrivèrent à Rome avec les évêques d'Afrique du Nord qui venaient, en 313, au concile assemblé pour juger les donatistes. 
Après avoir reçu leur mission du pape saint Melchiade, ils se dirigèrent vers Nice, où ils ne débarquèrent, dit-on, qu'après avoir pris conseil des évêques réunis en concile à Arles, en 314. Ils prêchèrent l'Évangile aux habitants du versant italien des Alpes, depuis les rivages de la mer jusqu'à Vercelli, où saint Eusèbe fut choisi comme évêque et où ils se séparèrent.
Saint Marcellin et ses deux disciples se dirigèrent ensuite vers les Alpes et arrivèrent à Embrun. Dans les premiers temps du christianisme, les principaux missionnaires des régions qu'ils évangélisaient en devenaient les premiers évêques. Sacré par Eusèbe de Verceil, Marcellin devint le premier évêque d'Embrun ; saint Domnin et Vincent, évêques de Digne.